# Senaspis dibapha
Senaspis dibapha là một loài ruồi trong họ Ruồi giả ong (Syrphidae). Loài này được Walker mô tả khoa học đầu tiên năm 1849. Senaspis dibapha phân bố ở vùng Châu Phi